# Stavros Papadopoulos
Stavros Papadopoulos   (Làrnaca, 6 de setembre de 1953) és un exfutbolista xipriota de la dècada de 1980.
Fou 10 cops internacional amb la selecció xipriota. Pel que fa a clubs, fou jugador, entre d'altres, d'Olympiakos FC.
Trajectòria com a entrenador:
- 1997:  Xipre
- 1999-2001:  Xipre
- 2014: Ethnikos Asteras